# Эрикссон, Юэль
Юэль Эрикссон (швед. Joel Eriksson; род. 16 сентября 1984, Гётеборг, Швеция) — шведский конькобежец, участник чемпионатов мира среди юниоров (2002, 2003 и 2004), чемпионатов мира (2007) и Европы (2007, 2008). Серебряный призёр чемпионата мира 2009 в командной гонке.

## Спортивные достижения
| Год  | Чемпионат Швеции (многоборье) | Чемпионат Европы | Чемпионат мира (многоборье) | Чемпионат мира (спринт) | Чемпионат мира (отдельные дистанции) | Олимпийские игры              | WK Юниоры |
| ---- | ----------------------------- | ---------------- | --------------------------- | ----------------------- | ------------------------------------ | ----------------------------- | --------- |
| 2002 |                               |                  |                             |                         |                                      |                               | DQ1       |
| 2003 |                               |                  |                             |                         |                                      |                               | NC28      |
| 2004 |                               |                  |                             |                         |                                      |                               | NC34      |
|      |                               |                  |                             |                         |                                      |                               |           |
| 2007 |                               | NC18             |                             | 30e                     |                                      |                               |           |
| 2008 | 2                             | NC18             |                             |                         |                                      |                               |           |
| 2009 |                               | NC13             | NS3                         | NS3                     | 24e 1000 м · командная гонка         |                               |           |
| 2010 |                               | 11e              | NC13                        |                         |                                      | 24e 1500 м 7e командная гонка |           |
| 2011 |                               | NC15             | NC18                        | 24e                     | 18e 1500 м                           |                               |           |